# Масерије Моцони (Беневенто)
Масерије Моцони је насеље у Италији у округу Беневенто, региону Кампанија.
Према процени из 2011. у насељу је живело 16 становника. Насеље се налази на надморској висини од 486 м.